# Antoine Karam (ur. 1956)
Antoine Karam lub Tony Karam (ur. 1956 w Hadath) – libański lekarz i polityk, członek Sił Libańskich, katolik-maronita. W latach 2008–2009 kierował ministerstwem środowiska w rządzie Fouada Siniory.